# Pinamonte Bonacolsi
Pinamonte Bonacolsi fou fill presumptament de Rinald Bonacolsi senyor de Folato en feu de l'abadia de San Zenone de Verona el 1206. Fou membre dels ancians del poble a Màntua el 1259, i uns dels rectors de la ciutat el 1272, i rector únic el 1274 i al mateix any capità general; el 1275 va rebre el feu de Castellaro del bisbe de Trento; el 15 de febrer de 1276 fou aclamat capità general perpetu de Màntua, equivalent a senyor sobirà. El 1287 va ingressar a l'Orde Teutònic amb el seu fill Joan. El gener de 1291 fou enderrocat pel seu fill Bardelló Bonacolsi i va haver d'abdicar. Va morir a Màntua el 7 d'octubre de 1293.
El seu germà Bonacolso Bonacolsi fou abat benedictí de Sant'Andrea de Màntua el 1241 i el 1244 fou expulsat de la ciutat en les lluites entre güelfs i gibel·lins i va morir a l'exili el 1249; un altre germà, Martino Bonacolsi, fou rector de Màntua el 1253.
Es va casar amb una dama de la família Correggio, filla de Guiu II de Correggio i Mabília della Gente. Va tenir vuit fills: Conrat Bonacolsi consenyor de Pozzuolo en feu del bisbe de Màntua, Tomo Bonacolsi hereu designat i tronc dels Bonacossi; Bardelló Bonacolsi, Felip Bonacolsi inquisidor a Verona i bisbe de Trento el 1289; va morir a Màntua el 18 de desembre del 1303), Joan Bonacolsi conegut per Gambagrossa, Guiu I Bonacolsi cavaller teutònic i senyor de Bardellona en feu del bisbe de Trento, Salvàtic Bonacolsi cavaller teutònic, i Fabrici Bonacolsi, cavaller teutònic.